# 안국신
안국신(1947년 10월 29일 ~ , 전라북도)은 대한민국의 경제학자이자 중앙대학교 총장인 교육자이다.

## 학력
- 미네소타 대학교 대학원 경제학 박사
- 올버니 주립대학교 대학원 경제학 석사
- 서울대학교 경제학과
- 전주고등학교

## 경력
- 2011.02~2013.02 제13대 중앙대학교 총장
- 2010.02	한국경제학회 회장
- 2009~2010	중앙대학교 서울캠퍼스 부총장
- 2005	중앙대학교 정경대학 학장
- 2001	한국계량경제학회 회장
- 2000	현대택배 사외이사
- 1999~2002	한국은행 경제분석 편집위원
- 1999~2000	한빛은행 사외이사
- 1995~1996	한국금융학회 부회장
- 1994~	한국경제발전학회 평의원
- 1983~	중앙대학교 정경대학 경제학과 교수
- 1972~1976	외환은행
- 1969~1970	한국은행